# Первинна обробка та зберігання продуктів рослинництва
Перви́нна обро́бка та зберіга́ння проду́ктів росли́нництва — спеціальність, яка займається розробленням технологій первинної обробки і засобів зберігання продукції рослинництва, які забезпечують максимальний вихід та високу якість на всьому шляху її переміщення від поля до споживача.

## Напрямки досліджень
Напрямки досліджень:
- Теоретичні обґрунтування і розроблення для поглиблення знань у галузі первинної обробки й зберігання продукції рослинництва.
- Розроблення елементів технології виробництва, збирання і транспортування рослинницької продукції, спрямовані на підвищення лежкоздатності сировини, її технологічної та споживної цінності.
- Ресурсоощадні, екологічні заходи первинної (післязбиральної) обробки і зберігання продукції рослинництва, що забезпечують максимальний вихід продукції з високими технологічними і споживчими якостями.
- Удосконалення наявних методів і режимів первинної обробки і засобів зберігання продукції рослинництва з урахуванням природних умов вирощування нових сортів та технологій виробництва.
- Розроблення й удосконалення методів і засобів хіміко-технологічної оцінки видів та сортів сільськогосподарських культур з метою визначення придатності їх до переробки і тривалого зберігання.
- Дослідження динаміки змін споживчих якостей продукції рослинництва на її шляху від поля до споживача.
- Розроблення нових державних стандартів і методів управління якістю продукції рослинництва, призначеної для переробки й зберігання.